# Тарасов, Михаил Фёдорович
Михаил Фёдорович Тарасов (1746, Шарташ, Пермская губерния — ?) — екатеринбургский купец 3-й гильдии, пятый городской голова Екатеринбурга (1796—1799).

## Биография
Родился в 1746 году в староверческой деревне Шарташ, и лишь к началу 1760-х годов вместе с отцом был записан в екатеринбургский посад.
Отец и сын владели раздельным капиталом. Своего дома в Екатеринбурге Михаил никогда не имел.
В 1771 году он вместе с группой шарташских крестьян выступал против нарядов в заводские работы от горного управления и подчинении Шарташа Екатеринбургской ратуше.
В 1769 году исполнял обязанности счетчика в Екатеринбургском комиссарстве, а в 1775 году — посадского старосты.
В 1776 году был записан в 3-ю купеческую гильдию.
В 1784—1787 годах делил с Петром Ивановичем Дубровиным обязанности бургомистров Екатеринбургского городового магистрата.
Место городского головы занял в 1796 году. В период его службы, основные усилия екатеринбургской думы были направлены на расквартирование в Екатеринбурге десяти рот учрежденного по именному указу Павла I Екатеринбургского мушкетерского полка. Выполнение этой ответственной задачи предполагало организацию подрядного строительства двух казарм, конюшни и торговых бань, устройство обер-офицерских квартир и полкового лазарета в откупленных купеческих домах, кордегардий и шлагбаумов на городских выездах, будок часовых, «фрунтов», съезжего дома . На эти цели при содействии только что утвержденного в должности пермского генерал-губернатора Карла Фёдоровича Модераха была получена ссуда из Государственного ассигнационного банка. Городским самоуправлением были также налажены отношения с восстановленной региональной заводской администрацией (во главе с А. С. Ярцевым) и определен круг взаимных интересов. Впервые после 1781 года достигнуто соглашение о выборе сотников, десятников и иных чинов в полицейские городовые службы не только из числа купцов и мещан, но также из солдат штатной команды и мастеровых. Впоследствии сотники и прочие полицейские служители были заменены на штатных ночных сторожей. С 1798 года началось формирование системы городского управления совместно с учрежденной городской полицией во главе с прежним городничим.

Для таких серьезных преобразований в городском управлении и хозяйстве Тарасов по ряду личных качеств не вполне соответствовал должности. Екатеринбургский комендант Карл Иванович фон Линеман писал в 1797 году: 
«Городской голова, Михаил Фёдорович Тарасов находится не всегда в трезвом состоянии, также и жительство имеет в Шарташской деревне и в городе редко бывает». 
В октябре 1799 года он оставил пост городского головы.
В 1800-е года занимался продовольственным и мелочным торгом, а в 1802 году купец Тарасов вошел в компанию по строительству каменного гостиного двора в Екатеринбурге.

## Семья
Его сын, Лука Михайлович Тарасов, дважды был городским головой. Внуки, Савва и Иван Лукичи, купили в 1837 год особняк на набережной пруда, после чего набережная стала носить имя Тарасовской.